# Karabin FR F2
Fusil à repetition F2 (FR F2) – francuski karabin wyborowy.

## Historia
Pod koniec lat 70. XX wieku armia francuska podjęła decyzję o zastąpieniu naboju 7,5 × 54 mm nabojem 7,62 × 51 mm NATO. Podjęto też decyzję o zastąpieniu karabinu wyborowego FR F1 nową konstrukcją strzelającą nabojem 7,62 mm. Po raz pierwszy użyto go w operacji „Bonite” w Kolwezi w 1978 roku. Legioniści z 2 Regimentu cudzoziemskiego spadochroniarzy udowodnili przydatność tej broni podczas operacji wojskowej.
Nowy karabin oparto na konstrukcji FR F1. Zmiany obejmowały zastosowanie nowych materiałów i wprowadzenie udoskonaleń zwiększających celność.
Kolbę i łoże wykonano z tworzywa sztucznego. Lufa została otoczona grubościenną tuleją z tworzywa sztucznego, zmniejszającą falowanie powietrza nad rozgrzaną lufą i utrudniającą wykrycie stanowiska strzelca wyborowego przy pomocy termowizora. Karabin wyposażono w podstawę celownika zgodną z normą STANAG 2324.
Produkcję FR F2 rozpoczęto w 1984 roku.

## Opis
Karabin FR F2 jest indywidualną bronią powtarzalną. Zamek czterotaktowy, ślizgowo-obrotowy. Ryglowanie za pomocą dwóch rygli umieszczonych w tylnej części trzonu. Zasilanie z wymiennego magazynka pudełkowego o pojemności dziesięciu naboi. Lufa zakończona tłumikiem płomienia, otoczona tuleją z tworzywa sztucznego. Zasadniczym celownikiem był optyczny o powiększeniu 6 x 42. Karabin jest dodatkowo wyposażony w stałe, mechaniczne przyrządy celownicze składające się z muszki i szczerbiny. Łoże i kolba z tworzywa sztucznego. Do łoża zamocowany jest lekki regulowany dwójnóg.